# سیلورهیل (مریلند)
سیلورهیل (به انگلیسی: Silver Hill) یک منطقهٔ مسکونی در ایالات متحده آمریکا است که در مریلند واقع شده‌است. سیلورهیل ۳٫۵ کیلومتر مربع مساحت و ۵٬۹۵۰ نفر جمعیت دارد و ۸۸٫۳۹ متر بالاتر از سطح دریا واقع شده‌است.